# シャロン・リー (柔道)
シャロン・リー（Sharon Lee、1963年3月13日 - ）はイギリスのバーミンガム出身の柔道選手。階級は72kg超級。身長175cm。体重72kg。

## 人物
1986年の英連邦競技大会72kg超級で3位になった。1988年のヨーロッパ選手権では3位だった。1989年の世界選手権72kg超級では7位だったが、無差別では決勝でキューバのエステラ・ロドリゲスに敗れたものの銀メダルを獲得した。1990年の英連邦競技大会では72kg超級と無差別でそれぞれ優勝を飾った。ヨーロッパ選手権は無差別で優勝した。1992年のバルセロナオリンピックでは初戦で中国の荘暁岩に敗れた。

## 主な戦績
- 1986年 - 英連邦競技大会　3位
- 1988年 - ヨーロッパ選手権　3位
- 1989年 - ドイツ国際　3位
- 1989年 - 世界選手権　72kg超級　7位　無差別　2位
- 1989年 - 福岡国際　2位
- 1990年 - 英連邦競技大会　72kg超級　優勝　無差別　優勝
- 1990年 - ドイツ国際　3位
- 1990年 - イギリス国際　優勝
- 1990年 - ヨーロッパ選手権　72kg超級　7位　無差別　優勝